# 金ヶ崎合戦
金ヶ崎の戦い / 金ヶ崎合戦（かながさきのたたかい / かながさきかっせん）は戦国時代の天正2年10月9日（ユリウス暦：1574年10月23日）に、下野国金ヶ崎（現・栃木県栃木市西方町金崎）において行われた野戦である。

## 概要
天正2年（1574年）に武田家臣内藤昌月が下野国の宇都宮領に侵攻し、宇都宮勢が寡兵で夜襲を仕掛け撃退した戦いである。

## 経過
天正2年（1574年）10月9日、甲斐武田氏の家臣の内藤昌月が宇都宮領に侵攻し下野国金ヶ崎に陣を張った。金ヶ崎の地は宇都宮一門の西方氏の領内であり、近くには西方氏の居城西方城がある。
甲斐国の武田氏がわざわざ遠い地の下野国を攻めてきたことに関しては武田氏が後北条氏と同盟を結んでいたことが影響していたという（甲相同盟）。また、4年前の元亀元年（1570年）には、後北条氏が西方領を侵攻している。
宇都宮軍は夜になり、武田軍が休息しているところを寡兵で夜襲を仕掛け、武田軍を撃退した。

## 参戦武将
下野宇都宮軍
益子勝宗
甲斐武田軍
内藤昌月、跡部勝資